# Пино, Лукас
Лу́кас Пи́но Гарси́я (исп. Lucas Pino García; род. 30 октября 2005, Сан-Хосе-де-Майо) — уругвайский футболист, атакующий полузащитник клуба «Монтевидео Сити Торке» и сборной Уругвая.

## Клубная карьера
Пино — воспитанник столичного клуба «Монтевидео Сити Торке». 21 октября 2022 года в матче против столичного «Ривер Плейта» он дебютировал в уругвайской Примере.

## Международная карьера
В 2025 году Пино в составе молодёжной сборной Уругвая принял участие в молодёжном чемпионате Южной Америки в Венесуэле. На турнире он сыграл в матчах против команд Бразилии, Перу, Венесуэлы, Чили и дважды Парагвая.
2 сентября 2024 года в товарищеском матче против сборной Гватемалы Пино дебютировал за сборную Уругвая.